# U-705
| U-705                      | U-705                                                          | U-705                                                          |
| -------------------------- | -------------------------------------------------------------- | -------------------------------------------------------------- |
|                            |                                                                |                                                                |
|                            |                                                                |                                                                |
|                            |                                                                |                                                                |
| Під прапором               | Третій рейх                                                    | Третій рейх                                                    |
| Спуск на воду              | 13 жовтня 1941 року                                            | 13 жовтня 1941 року                                            |
| Виведений зі складу флоту  | 2 вересня 1942 року                                            | 2 вересня 1942 року                                            |
| Сучасний статус            | затоплений                                                     | затоплений                                                     |
| Проєкт                     |                                                                |                                                                |
| Тип ПЧ                     | Торпедний ДПЧ                                                  | Торпедний ДПЧ                                                  |
| Основні характеристики     |                                                                |                                                                |
| Швидкість (надводна)       | 17,7 вузлів                                                    | 17,7 вузлів                                                    |
| Швидкість (підводна)       | 7,6 вузлів                                                     | 7,6 вузлів                                                     |
| Робоча глибина занурення   | 100 м                                                          | 100 м                                                          |
| Гранична глибина занурення | 220 м                                                          | 220 м                                                          |
| Екіпаж                     | 44 осіб                                                        | 44 осіб                                                        |
| Розміри                    |                                                                |                                                                |
| Довжина найбільша (по КВЛ) | 67,1 м                                                         | 67,1 м                                                         |
| Ширина корпусу найб.       | 6,2 м                                                          | 6,2 м                                                          |
| Висота                     | 9,6 м                                                          | 9,6 м                                                          |
| Середня осадка (по КВЛ)    | 4,70 м                                                         | 4,70 м                                                         |
| Водотоннажність надводна   | 769 т                                                          | 769 т                                                          |
| Озброєння                  |                                                                |                                                                |
| Артилерія                  | одна палубна гармата калібру 88-мм, одна 20-мм зенітна гармата | одна палубна гармата калібру 88-мм, одна 20-мм зенітна гармата |
| Торпедно- мінне озброєння  | 4 носових і один кормовий ТА. 14 торпед або 26 мін             | 4 носових і один кормовий ТА. 14 торпед або 26 мін             |

U-705 — німецький підводний човен типу VIIC часів Другої світової війни.
Замовлення на будівництво човна було віддане 9 жовтня 1939 року. Човен був закладений на верфі суднобудівної компанії «H C Stülcken Sohn» у Гамбурзі 11 жовтня 1940 року під заводським номером 764, спущений на воду 13 жовтня 1941 року, 30 грудня 1941 року увійшов до складу 5-ї флотилії. Також за час служби перебував у складі 6-ї флотилії. Єдиним командиром човна був капітан-лейтенант Карл-Горст Горн.
Човен зробив 1 бойовий похід, у якому потопив 1 судно.
3 вересня 1942 року потоплений в Північній Атлантиці північно-західніше мису Ортегаль (46°42′ пн. ш. 11°07′ зх. д. / 46.700° пн. ш. 11.117° зх. д.) глибинними бомбами британського бомбардувальника «Вітлі». Всі 45 членів екіпажу загинули.

## Потоплені та пошкоджені кораблі[3]
| Назва     | Тип           | Належність | Дата           | Тоннаж (БРТ) | Вантаж                       | Статус    | Місце                                                       |
| Balladier | торгове судно | США        | 15 серпня 1942 | 3 279        | 4 000 т генеральних вантажів | потоплено | 55°23′ пн. ш. 24°32′ зх. д. / 55.383° пн. ш. 24.533° зх. д. |